# Норвегизация
Норвегиза́ция (нюнорск fornorskinga av samar og kvener) — политика Норвегии по искоренению ненорвежских языков и ненорвежской культуры на территории страны. Проводилась со средних веков вплоть до 1990-х годов, особенно интенсивно — с середины XIX по середину XX века. Норвегизация выражалась в первую очередь в запрете изучения родного языка, а нередко — и в запрете разговаривать на родном языке (например, в саамских школах), в запрете на проведения мероприятий, традиционных для конкретной культуры, в запрете на использование традиционных форм ведения хозяйства, а часто — и в запрете каких-либо проявлений национальной идентичности.

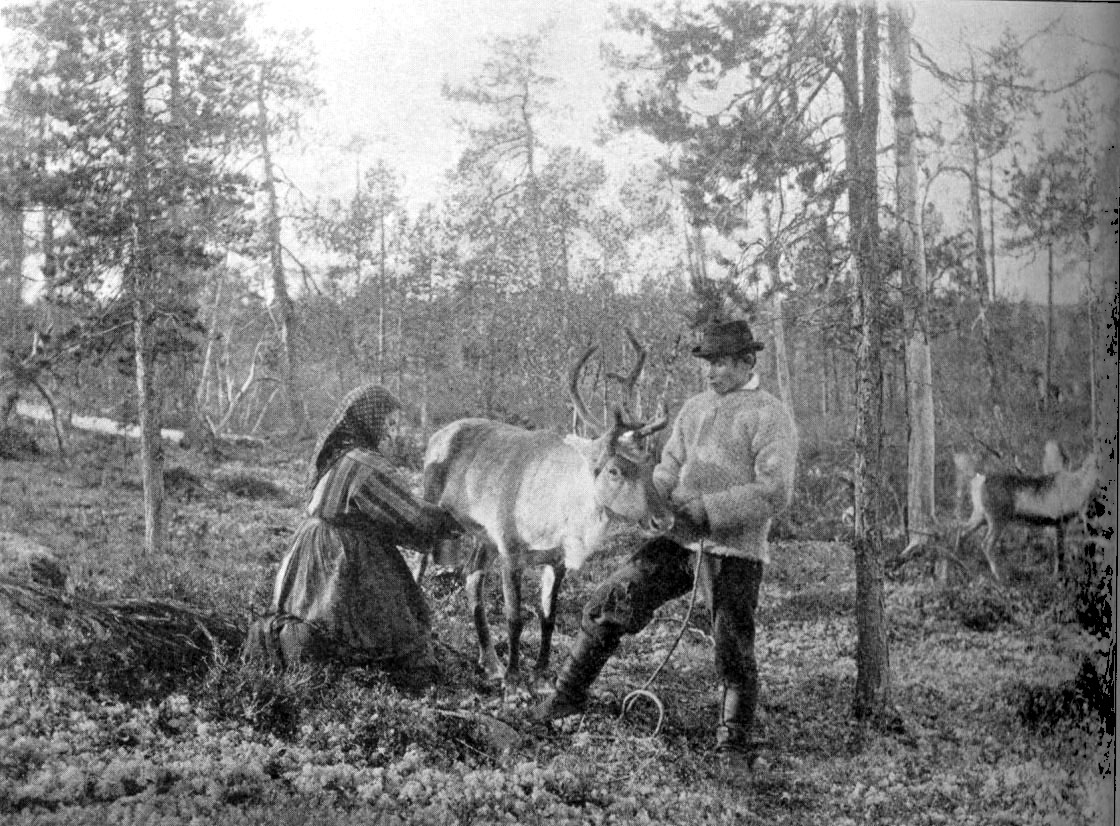
Доение северного оленя. Сёр-Варангер, Северная Норвегия. Мужчина-квен и женщина — инари-саами. Примерно 1900 г.

Политика норвегизации была направлена в первую очередь на саамское и финское (квенское) население Норвегии, но в значительной степени затрагивала и интересы других национальных меньшинств.

## Исторические сведения
В условиях формирования современного государства, по мнению ряда исследователей, политика ассимиляции в отношении коренного населения является характерной. При абсолютистском режиме, характерном для Норвегии в период её существования в составе Дании, коренные народы ещё имели возможность жить как достаточно автономные сообщества со своей традиционной системой общественных отношений, однако это стало невозможным после её унии со Швецией (1814).
Современное унитарное государство, к созданию которого стремилась политическая элита Норвегии, требовало усовершенствования системы государственного управления, существенно большей централизации и бюрократизации, из чего, по логике властей, следовали как невозможность сохранения для саамов того периферийного положения в культурном плане и с точки зрения управления территориями, каким оно было ранее, так и полная инкорпорация земель традиционного проживания саамов в государственное устройство Норвегии, а самого саамского населения — в единое норвежское общество. В результате на смену той относительной культурной автономии, которую получили норвежские саамы в XVIII веке (в период датского правления), в XIX веке пришла политика культурной ассимиляции.
В рамках нового норвежского государства какая-либо автономность стала рассматриваться как нечто враждебное единой внутренней суверенности, а на пограничные регионы, в которых политическая власть центра была традиционно слаба и размыта, власти обратили особо пристальное внимание. При этом под жёстким контролем оказались как сами территории, так и жизнь населяющих их народов, включая всю социальную, экономическую и политическую деятельностью.
В рамках шведско-норвежской унии (1814—1905) Норвегия получила возможность проводить практически полностью независимую внутреннюю политику, при этом унитарное государство, возникшее в Норвегии в XIX веке, способствовало сохранению культурного разнообразия в существенно меньшей степени, чем это наблюдалось в Канаде или России, в которых также проживали коренные народы. В Норвегии в этот период права коренного населения, а в значительной степени и вообще всех национальных меньшинств, вообще игнорировались, представители этих народов открыто притеснялись, традиционные духовные практики преследовались, использование коренных языков в системе образования полностью запрещалось. Государственная политика была направлена на унификацию населения по многим параметрам, что для коренных народов подразумевало полное искоренение традиционного образа жизни.
Формальные границы периода норвегизации — 1851 год, когда был принят законодательный акт Finnefondet, ставший основой продвижения норвежского языка в районы проживания саамов и квенов, и 1959 год, когда были приняты некоторые акты, законодательно закрепившие так называемый «интеграционный плюрализм».
До 1880 года в некоторых областях общественной жизни ещё допускалось использование саамского языка: к примеру, на нём допускалось вести уроки религии в школе. Однако в 1880 году начался так называемый «жёсткий период норвегизации», который был связан с централизацией культурной политики Норвегии, — и ограничения на использование саамского и финского языка стали повсеместны. Сначала эта новая политика проводилась на неофициальном уровне, а в 1889 году она была узаконена, после чего единственным языком, на котором было разрешено вести процесс обучения, остался норвежский. Акт Wexelsenplakaten, изданный в 1898 году, в ещё большей степени ужесточил политику норвегизации.

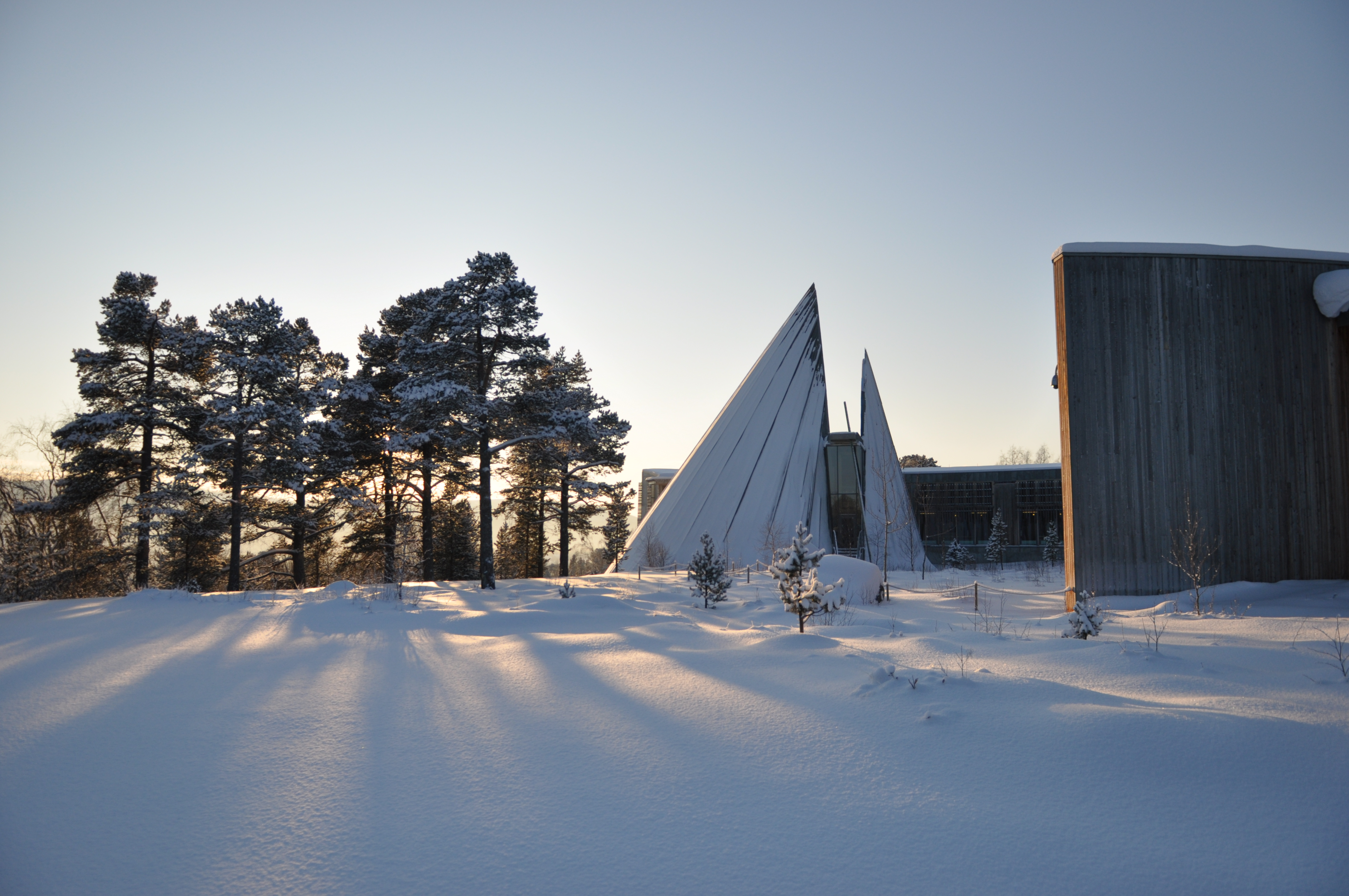
Здание Саамского парламента Норвегии в Карасйоке

Среди саамского населения наибольшему угнетению подвергались саамы-колтты (сколты, восточные саамы), что было связано с их православием — в отличие от других саамов, которые исповедовали лютеранство, то есть государственную религию. Как сказал в 2011 году епископ Пер Оскар Хёлос, «в Норвегии нет другого меньшинства, как сколты, жившего в условиях такого угнетения со стороны местного населения и государства в целом». Одним из результатов норвегизации норвежских сколтов стало то, что сейчас среди представителей этого народа в Норвегии уже не осталось носителей колтта-саамского языка.
Во второй половине XX века норвежские власти постепенно стали сворачивать политику норвегизации, одним из признаков этого стало включение в 1967 году саамских языков в программу начального образования. Значимым событием для норвежских саамов с точки зрения национального самоосознания и сохранения национальных традиций стало учреждение в 1989 году в Карасйоке Саамского парламента Норвегии — выборного представительного органа культурного самоуправления этого народа.

## Современные оценки норвегизации
Нильс Кристи, норвежский криминолог, профессор Университета Осло, считает, что политику Норвегии в отношении саамов можно назвать геноцидом, что «Норвегия изо всех сил старалась уничтожить народ и культуру саамов».

…Недавно Университет Осло… вернул саамам большую коллекцию черепов… Кто-то из тех, чьи черепа были выставлены на всеобщее обозрение, был казнён за шаманство, а кто-то — за неповиновение норвежским властям. Впрочем… это грехи давние и незначительные в сравнении с поведением белого человека в Африке и Америке. Хотя не столь малые для саамов, столкнувшихся с людьми, в которых они видели норвежских монстров…
— Нильс Кристи (2002)